# پیتر بری (بازیکن فوتبال)
پیتر بری (انگلیسی: Peter Berry; ۲۰ سپتامبر ۱۹۳۳ – ۸ اکتبر ۲۰۱۶) بازیکن فوتبال اهل بریتانیا بود.
از باشگاه‌هایی که در آن بازی کرده‌است می‌توان به باشگاه فوتبال کریستال پالاس و باشگاه فوتبال ایپسویچ تاون اشاره کرد.